# Anthony Fauci
Anthony Stephen Fauci (New York, 24 december 1940) is een Amerikaanse immunoloog.

## Afkomst en opleiding
Fauci werd in 1940 in het New Yorkse stadsdeel Brooklyn geboren als zoon van Stephen Fauci en Eugenia Fauci, die een apotheek hadden, waarin zijn vader werkzaam was als apotheker, zijn moeder en zuster het register bijhielden en Fauci de recepten afleverde. Hij is van Italiaanse afkomst en kreeg een rooms-katholieke opvoeding.
Na het doorlopen van de opleidingsinstituten van de Jezuïeten Regis High School in zijn geboortestad New York en College of the Holy Cross, Worcester (Massachusetts), behaalde hij in 1966 een mastergraad aan het Cornell University Medical College in Ithaca (staat New York). Hij was als assistent-arts werkzaam in het New York Hospital–Cornell Medical Centre in New York, alvorens hij in 1968 overstapte naar het National Institute of Allergy and Infectious Diseases (NIAID) (Nationaal Instituut voor Allergieën en Besmettelijke Ziekten), een instelling van de National Institutes of Health (NIH) in Bethesda (Maryland). In 1974 kreeg hij de leiding van de Afdeling voor Klinische Fysiologie aldaar en in 1980 van het Laboratorium voor immuunregulatie. In 1984 ten slotte werd Fauci directeur van het NIAID).

## Carrière
Fauci maakte in de vroege jaren tachtig naam in het nog jonge aids-onderzoek.
Hij behoort tot de pioniers van het onderzoek naar de immuniteitsregeling van de mens. Het lukte hem meerdere immuniteitsregelende factoren te identificeren. Fauci wist bovendien de normale functies van B-lymfocyten te beschrijven. Vele succesvolle therapieën tegen voorheen dodelijke auto-immuunziekten zijn gebaseerd op zijn onderzoeksresultaten. Fauci identificeerde cellulaire en moleculaire mechanismen in expressie van hiv in chronisch, respectievelijk latent besmettelijke cellen.
In 2019 had Fauci als directeur een belangrijk aandeel in de ontwikkeling van een medicijn waarmee de ebola-epidemie in Congo tot stilstand kwam.
Fauci is een van de leidende adviseurs van de Amerikaanse regering op het gebied van hiv-infectie en de epidemiologie. 
Hij behoort tot de redacteuren van het Harrison’s Principles of Internal Medicine, een standaard leerboek voor internisten.

## COVID-19

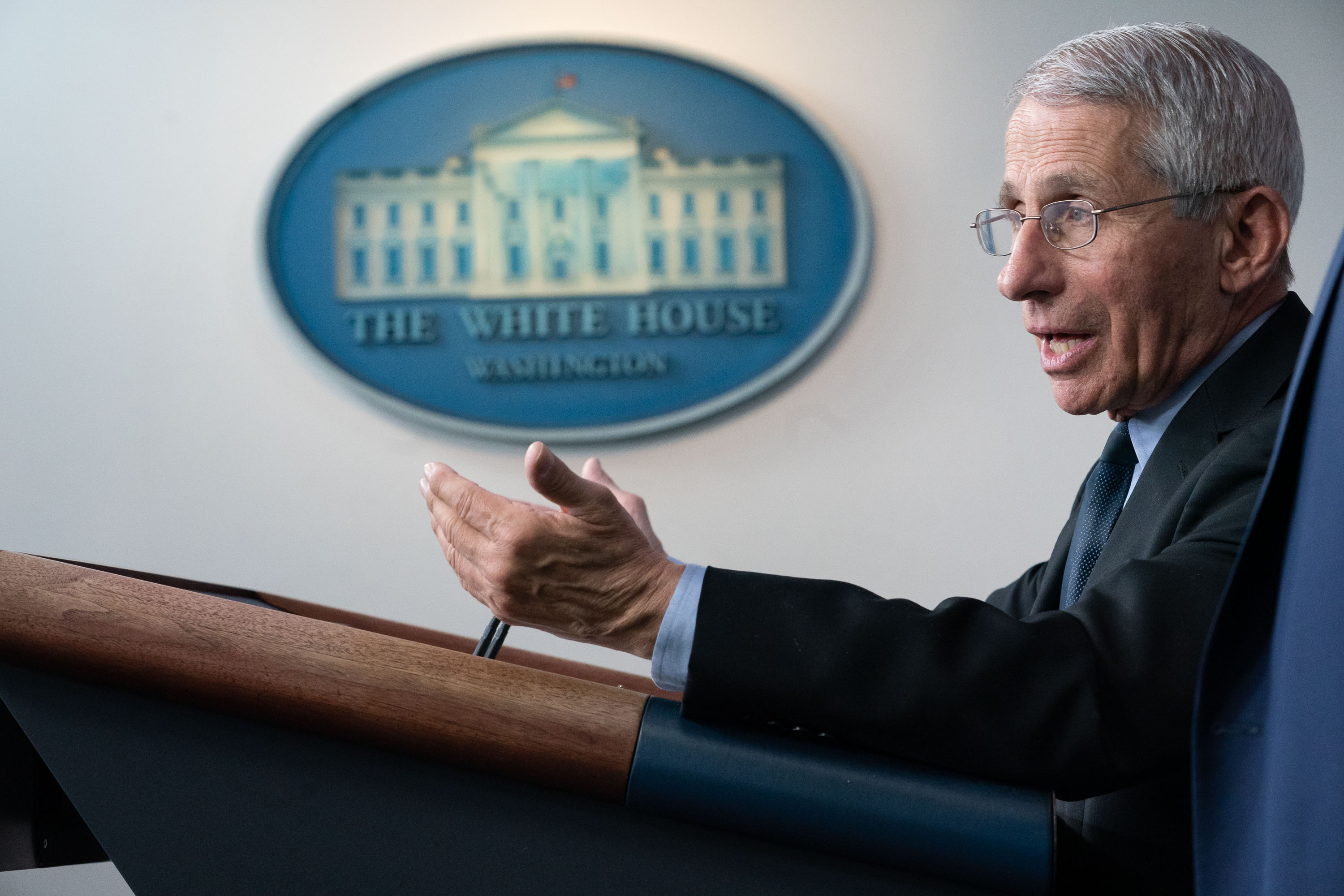
Fauci staat de pers in het Witte Huis te woord over de COVID-19-pandemie in maart 2020

Fauci is lid van de Witte Huis Coronavirus Task Force, ingesteld eind januari 2020, onder president Trump, om te adviseren over het omgaan met de coronapandemie. Hij schatte in dat het uiteindelijke sterftecijfer van degenen die besmet zijn waarschijnlijk dichter zit bij de 1% dan de 2%, die aanvankelijk werd ingeschat door de Wereldgezondheidsorganisatie (WHO), hetgeen nog tien keer zo veel is als de 0,1% van het cijfer van de gewone griep.
Als lid van de Taskforce zag dr. Fauci zich al genoodzaakt toen de eerste tekenen van een pandemie zich manifesteerden in de staten New York en Californië om uitlatingen van Trump in Witte Huis-briefings te weerspreken. Op de uitlating van de president dat deze diverse maatregelen, zoals "sociaal afstand houden" in het belang van de economie tot uiterlijk "Pasen" (12 april) wilde volhouden, reageerde Fauci geheel naar eigen inzicht.
Zijn onafhankelijkheid bleek duidelijk uit zijn uitspraak tegen president Trump: "U bent niet degene die de tijdlijn bepaalt; het virus doet dat!"
Onder president Biden bleef Fauci topadviseur inzake de coronapandemie.

## Onderscheidingen
- 1979: Arthur S. Flemming Award

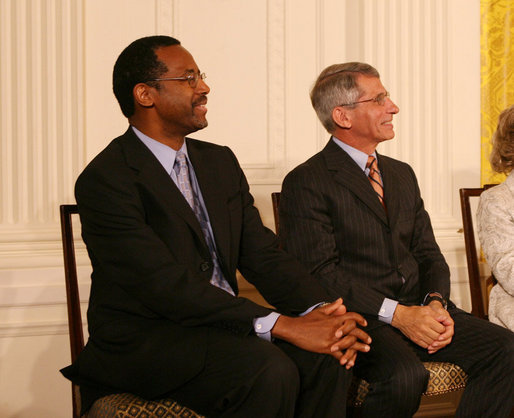
Ben Carson en Anthony Fauci (rechts) aangekondigd als ontvangers van de Presidential Medal of Freedom in het Witte Huis op 19 juni 2008

- 1995: Ernst Jung Prijs, gedeeld met Samuel A. Wells
- 1996: Honorary Doctor of Science, Colgate University
- 1999: Honorary Doctor of Public Service Degree, Shippensburg University of Pennsylvania
- 2002: Albany Medical Center Prize
- 2003: American Academy of Achievement's Golden Plate Award
- 2005: National Medal of Science
- 2005: American Association of Immunologists Lifetime Achievement Award
- 2007: Mary Woodard Lasker Public Service Award
- 2008: Presidential Medal of Freedom
- 2013: Robert Koch Gold Medal
- 2013: Prince Mahidol Award
- 2016: John Dirks Canada Gairdner Global Health Award

- Bibsys: 90104627
- Biblioteca Nacional de Chile: 000408488
- Biblioteca Nacional de España: XX1374648
- Catàleg d'autoritats de noms i títols de Catalunya: 981058514077606706
- CiNii: DA00658664
- Gemeinsame Normdatei: 1102147176
- International Standard Name Identifier: 0000 0001 2282 5159
- Library of Congress Control Number: n82011496
- Nationale Bibliotheek van Letland: 000050310
- National Archives and Records Administration: 10569100
- Bibliotheek van het Japanse parlement: 01186190
- Nationale Bibliotheek van Tsjechië: skuk0000376
- Nationale bibliotheek van Australië: 35505683
- Nationale Bibliotheek van Israël: 987007489461605171
- Nationale en Universitaire bibliotheek Zagreb: 000208679
- Nederlandse Thesaurus van Auteursnamen: 068913443
- ORCID: 0000-0002-7865-7235
- Russische Staatsbibliotheek: 000013952
- SNAC: w6sr38qd
- Système universitaire de documentation: 059397144
- Semantic Scholar: 4607357
- Trove: 977675
- Virtual International Authority File: 85152313
- WorldCat: E39PBJmXF37MVgqfdPYQkGpVmd